# Eritrea ai Giochi della XXXI Olimpiade
L'Eritrea ha partecipato ai Giochi della XXXI Olimpiade, che si sono svolti a Rio de Janeiro, Brasile, dal 5 al 21 agosto 2016, con una delegazione di dodici atleti impegnati in due discipline: atletica leggera e ciclismo.
Si è trattato della quinta partecipazione di questo paese ai Giochi. Non sono conquistate medaglie, ma il podio olimpico è stato sfiorato da Ghirmay Ghebreslassie, giunto quarto nella maratona.

## Risultati

### Atletica leggera
| Q | Qualificato al turno successivo per la posizione in qualificazione                                                           |
| q | Qualificato per il turno successivo per ripescaggio o, negli eventi su campo, conquistando la misura minima per qualificarsi |

Maschile
Eventi su pista e strada
| Atleta                | Evento        | Batteria  | Batteria  | Finale      | Finale      |
| Atleta                | Evento        | Risultato | Posizione | Risultato   | Posizione   |
| --------------------- | ------------- | --------- | --------- | ----------- | ----------- |
| Abrar Osman Adem      | 5000 m piani  | 13:22.56  | 8 Q       | 13:09.56    | 10          |
| Hiskel Tewelde        | 5000 m piani  | 13:30.23  | 15        | non qualif. | non qualif. |
| Aron Kifle            | 5000 m piani  | 13:29:.45 | 8         | non qualif. | non qualif. |
| Goitom Kifle          | 10000 m piani | N.D.      | N.D.      | 28:15.99    | 24          |
| Zersenay Tadese       | 10000 m piani | N.D.      | N.D.      | 27:33.89    | 8           |
| Nguse Tesfaldet       | 10000 m piani | N.D.      | N.D.      | 27:30.79    | 9           |
| Yemane Haileselassie  | 3000 m siepi  | 8:26.72   | 4 q       | 8:40.68     | 12          |
| Tewelde Estifanos     | Maratona      | N.D.      | N.D.      | 2:19:12     | 60          |
| Ghirmay Ghebreslassie | Maratona      | N.D.      | N.D.      | 2:11:04     | 4           |
| Amanuel Mesel         | Maratona      | N.D.      | N.D.      | 2:14:37     | 21          |

Femminile
Eventi su pista e strada
| Atleta             | Evento   | Batteria  | Batteria  | Finale    | Finale    |
| Atleta             | Evento   | Risultato | Posizione | Risultato | Posizione |
| ------------------ | -------- | --------- | --------- | --------- | --------- |
| Nebiat Habtemariam | Maratona | N.D.      | N.D.      | 2:45:21   | 80        |

### Ciclismo su strada
Maschile
| Atleta               | Evento         | Tempo    | Posizione |
| -------------------- | -------------- | -------- | --------- |
| Daniel Teklehaymanot | Corsa in linea | 6h29'25" | 43º       |